# Placówka Straży Celnej „Kniaże”

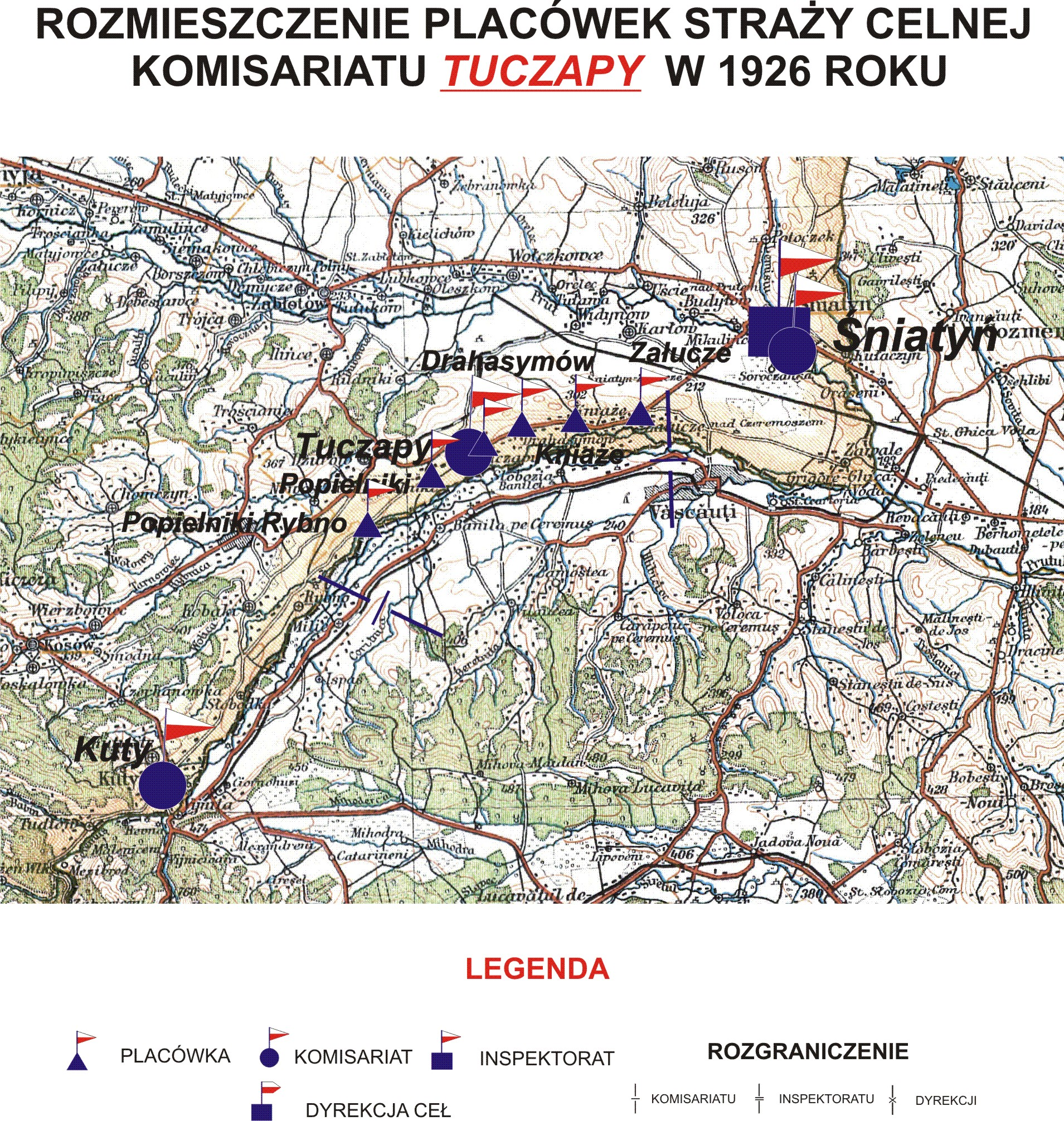
Rozmieszczenie placówek SC komisariatu Tuczapy w 1926 r.

Placówka Straży Celnej „Kniaże” – jednostka organizacyjna Straży Celnej pełniąca w okresie międzywojennym służbę ochronną na granicy polsko-rumuńskiej.

## Formowanie i zmiany organizacyjne
Na wniosek Ministerstwa Skarbu, uchwałą z 10 marca 1920 roku, powołano do życia Straż Celną. Jednostki Straży Celnej rozpoczęły przejmowanie odcinków granicy od pododdziałów Batalionów Celnych. W 1921 roku w Śniatyniu stacjonował sztab 4 kompanii 11 batalionu celnego. Kompania wystawiała między innymi placówkę w Kniażach. Proces tworzenia Straży Celnej trwał do końca 1922 roku. Placówka Straży Celnej „Kniaże” weszła w podporządkowanie komisariatu Straży Celnej „Tuczapy” z Inspektoratu SC „Śniatyn”.
W drugiej połowie 1927 roku przystąpiono do gruntownej reorganizacji Straży Celnej. W praktyce skutkowało to rozwiązaniem tej formacji granicznej. Ochronę północnej, zachodniej i południowej granicy państwa przejęła powołana z dniem 2 kwietnia 1928 roku Straż Graniczna. W strukturach nowo powstałej formacji placówki „Kniaże” nie odtworzono.

## Funkcjonariusze placówki
Kierownicy placówki
| stopień    | imię i nazwisko, numer | okres pełnienia służby | kolejne stanowisko |
| ---------- | ---------------------- | ---------------------- | ------------------ |
| przodownik | Władysław Załuski (31) | był w 1926             |                    |

Obsada personalna placówki w 1926:
- przodownik Władysław Załuski (31)
- starszy strażnik Marcin Boroń (279)
- starszy strażnik Feliks Juszczak (1022)
- strażnik Władysław Husar (443)
- strażnik Jan Górski (492)
- strażnik Antoni Duda (1189)
- strażnik Stanisław Walaszek (1375)
- strażnik Michał Petela (465)
- Jan Jakóbik (2116)